# Lichinga
Lichinga is de hoofdstad van de Provincie Niassa en het Lichinga District in Mozambique. De stad ligt op het Plateau van Lichinga op een hoogte van 1.360 meter, ten oosten van het Niassameer. Lichinga telde in 2007 bij de volkstelling 142.253 inwoners.

## Geschiedenis

### Portugees bestuur
De stad werd in 1931 voor landbouwdoeleinden en militaire doeleinden door de Portugezen gesticht als Vila Cabral. De stad werd ontworpen als een snel groeiend stedelijk centrum en bij het ontwerpen van de straten en wegen werd aandacht besteed aan de geprojecteerde toekomstige groei. Op 23 september 1962 kreeg Vila Cabral een stadsstatus. In de vroege jaren 60 bedroeg de bevolking 27.000 inwoners; tegen 1970 bedroeg de bevolking 36.715 inwoners. Tot aan de onafhankelijkheid van Mozambique in 1975 fungeerde de stad als koloniaal dienstencentrum en ontwikkelde de stad zich tot een landbouwcentrum. Verder omvatte de stedelijke economie bosbouwactiviteiten en werd de stad omringd door Pinus-plantages, die er nog steeds zijn.

### Na de onafhankelijkheid
Na de onafhankelijkheid wijzigde de nieuwe regering de naam van de stad in Lichinga. Als gevolg van de 16 jaar durende Mozambikaanse Burgeroorlog (1976-1992) verspreidden hongersnood en ziektes zich over Mozambique, hetgeen resulteerde in veel sterfgevallen en vluchtelingen in het gebied rond Lichinga.

## Klimaat
Als gevolg van de hoge ligging op het Plateau van Lichinga heeft de stad een gematigd tropisch klimaat, met koel weer in het droge seizoen (mei tot september) en een gemiddelde temperatuur van 14,6 °C in juli. De zomer is van oktober tot april, met de heetste temperaturen in november; de gemiddelde temperatuur is dan 21 °C. Dit is ook het seizoen van zware regenval, vooral van december tot maart. De jaarlijkse regenval bedraagt 1.150 mm.

## Demografie
Er wordt geschat dat minimaal 450.000 mensen behorende tot de WaYao-bevolking in Mozambique leven. Zij wonen grotendeels in het oostelijke en noordelijke deel van de Provincie Niassa en vormen ongeveer 40% van de bevolking van Lichinga.
| Jaar | Bevolking |
| ---- | --------- |
| 1970 | 36.715    |
| 1997 | 89.043    |
| 2007 | 142.253   |

## Transport
Lichinga beschikt over een luchthaven met een 1.800 meter lange geasfalteerde landingsbaan. De spoorlijn afkomstig van de havenstad Nacala eindigt in Lichinga.